# Tartus District
Tartus District (arabiska: منطقة مركز طرطوس, منطقة طرطوس) är ett distrikt i Syrien.   Det ligger i provinsen Tartus, i den västra delen av landet, 150 kilometer norr om huvudstaden Damaskus.
Trakten runt Tartus District består till största delen av jordbruksmark. Runt Tartus District är det tätbefolkat, med 511 invånare per kvadratkilometer.